# Drieberg (heuvel)
De Drieberg is een heuvel met glooiende flanken en een tamelijk vlakke top, centraal op de Eder Heide bij Ede in de Nederlandse provincie Gelderland.

## Hoogte en ligging
De Drieberg maakt deel uit van de Veluwse stuwwal die is ontstaan in de voorlaatste ijstijd, het saalien. Ten zuiden en westen van de Drieberg liggen de Langenberg en de Paasberg, die deel uitmaken van dezelfde heuvelrug.
Het hoogste punt, 48 meter en 57 centimeter boven NAP, ligt aan de noordkant van het vlakke deel. De heuvel ligt aan de noordoostkant van Ede, in de boog die gevormd wordt door de N224 (Verlengde Arnhemseweg en Rijksweg) en de N304 (Apeldoornseweg). Over de westflank van de heuvel ligt de Driebergweg, de Kreelseweg ligt over de noordflank. Aan de noordoostkant, waar de Hessenweg loopt, is het maaiveld het laagst, ongeveer 25 meter boven NAP, zodat de heuvel van deze kant gezien ruim 22 hoog is. De zuidkant van de heuvel sluit aan op een rug waarop, aan de overkant van de N224, de Langenberg en de voormalige Simon Stevinkazerne liggen, en waarvan de hoogste delen meer dan 55 meter boven NAP liggen. Deze rug loopt richting de Paasberg. Aan de noordwestkant van de Drieberg, richting Koeweg, ligt een rug van 35 tot ruim 40 meter naar de Langenberg.

## Verleden
Op de heuvel liggen vijf grafheuvels. Deze zijn ruim 4000 jaar oud en dateren daarmee uit de Laat Nieuwe Steentijd en de bronstijd.
De grafheuvels zijn in 1924 vermoedelijk geplunderd. Ook hebben er paden over de heuvel gelopen die, onder andere door defensievoertuigen, diep uitgesleten waren. In 1967 zijn de grafheuvels gerestaureerd.
De gehele Drieberg maakt deel uit van een van de grootste celtic fields van de omgeving. De akkertjes zijn nauwelijks te zien maar op de Actuele Hoogtekaart Nederland goed te onderscheiden.